# Eclipse (groupe)
Pour les articles homonymes, voir Eclipse.
Eclipse est un groupe suédois de rock, originaire de Stockholm.

## Histoire
Le groupe est formé en 1999 à Stockholm par le chanteur/guitariste/bassiste Erik Mårtensson et le batteur/clavier Anders Berlin. Avec le guitariste Magnus Henriksson, ils signent un contrat avec le label anglais Z Records. Le premier album du groupe, The Truth and a Little More, sort en 2001. Eclipse signe ensuite un contrat avec le label italien Frontiers Records, et sort l'album Second to None en avril 2004. En 2008, ils sortent l'album Are You Ready to Rock. Erik Mårtensson écrit ensuite la plupart des chansons du projet parallèle WET, composé de membres de Work of Art (W), Eclipse (E) et Talisman (T). Leur premier album éponyme sort en 2009 et devient célèbre dans le genre du hard rock mélodique et du format radio AOR.
En 2012, ils sortent l'album Bleed and Scream. La chanson titre est sortie en single et devient la première vidéo officielle du groupe. L'album entre au Sverigetopplistan à la 44e place.
Le groupe sort son cinquième album Armageddonize en février 2015, qui débute à la 49e place du Sverigetopplistan. Le 30 novembre 2015, SVT annonce la participation d'Eclipse au Melodifestivalen 2016 avec la chanson Runaways, écrite par Erik Mårtensson, et à la quatrième demi-finale qui s'est déroulée le 27 février à Gävle. Eclipse termine à la cinquième place et est éliminé de la compétition.
Le groupe sort son sixième album Monumentum en mars 2017, puis se produit le premier jour du Frontiers Rock Festival IV qui se tient à Trezzo sull'Adda (Milan), en Italie, les 29 et 30 mars 2017. En soutien à la sortie de l'album, le groupe entame une tournée de 18 dates dans neuf pays le 31 mars 2017.

## Discographie

### Albums studio
- 2001 : The Truth and a Little More
- 2004 : Second to None
- 2008 : Are You Ready to Rock
- 2012 : Bleed and Scream
- 2014 : Are You Ready to Rock MMXIV
- 2015 : Armageddonize
- 2017 : Monumentum
- 2019 : Paradigm
- 2021 : Wired
- 2023 : Megalomanium

### Albums live
- 2020 : Viva La VicTOURia (Live)

### Singles
- 2012 : Bleed and Scream / Come Hell or High Water / Into the Fire
- 2015 : Stand on Your Feet
- 2016 : Runaways
- 2017 : Vertigo[6]
- 2017 : Never Look Back